# 貞妃 (順治帝)
貞妃（ていひ、17世紀? - 1661年2月5日）は、清の順治帝の妃嬪。姓は董鄂氏（Donggo hala、ドンゴ氏）。満洲正白旗の出身。軽車都尉巴度の娘。順治帝の寵妃董鄂妃（孝献端敬皇后）は同族の又従姉。

## 貞妃董鄂氏の殉死とその背景
順治帝崩御の際、宮妃董鄂氏は殉死し、後に康熙帝によって順治15年に悼妃を追封した例にならって、「貞妃」と追封された。  
彼女は順治帝の后妃の中で唯一、殉死した人物であり、その理由については後世さまざまな臆測がある。  

## 殉死の理由に関する推測
最も広く知られている説では、貞妃の殉死は董鄂妃と深く関係していたとされる。例えば、順治帝が董鄂妃を過度に寵愛していたことを憂慮していた孝荘文皇太后（順治帝の母）が、董鄂妃が亡くなった後、順治帝が悲しみのあまり、彼女を皇后に追封し、礼制を超えた葬儀を行うだけでなく、自身も出家を考えるほどの衝撃を受け、その後まもなく崩御するといった一連の不幸をすべて董鄂妃の存在に起因すると考えたことが貞妃が殉死させられたきっかけとされている。  
また、野史では、貞妃は孝荘文太后の董鄂妃への怨みを鎮めるため、貞妃を自ら殉葬したとする説や、他の董鄂氏の一族が連座を避けるために貞妃に殉死を強要した説なども伝えられている。  
他、順治帝がかつて廃位した皇后の実家（ボルジギト氏）の怒りを鎮める目的があったと言う説もある。  

## 貞妃と孝献皇后の血縁関係について
清の公式記録である『八旗満洲氏族通譜』によれば、孝献皇后（董鄂妃）と貞妃の曾祖父は同じく正白旗の三等伯・魯克素であるとされているが、それが確かなら、二人の血縁関係は四代前に遡るほど遠いため、野史や一部の小説が主張する「一族が報復を恐れて殉死した」という説には根拠がないとされる。

## 貞妃の死と埋葬
順治帝が崩御したとき22歳だったため、貞妃も20歳前後で亡くなったと推定される。 貞妃は当初は清東陵の風水壁の西門外に葬られたが、康熙57年（1718年）に、孝恵章皇后（順治帝の皇后）の孝東陵に改葬された。  

## 清朝最後の殉死者
康熙12年（1673年）以降、清朝は主君の死に殉じることを厳しく禁止し、奴僕などの殉死も基本的に廃止されため、貞妃董鄂氏は清朝で最後に殉死した妃嬪となった。

## 伝記資料
- 『清史稿』